# Saxifraga diapensioides
Saxifraga diapensioides là một loài thực vật có hoa trong họ Saxifragaceae. Loài này được Bellardi miêu tả khoa học đầu tiên năm 1890.